# Lucerne (Wyoming)
Lucerne es un lugar designado por el censo ubicado en el condado de Hot Springs en el estado estadounidense de Wyoming. Es sede del condado de Hot Springs. En el año 2010 tenía una población de 535 habitantes y una densidad poblacional de 10.11  personas por km² .

## Geografía
Lucerne se encuentra ubicado en las coordenadas 43°42′48.77″N 108°11′14.17″O / 43.7135472, -108.1872694. Según la Oficina del Censo, la localidad tiene un área total de 52,9 km² (20,4 mi²), de la cual 51,3 km² (19,8 mi²) es tierra y 1,7 km² (0,7 mi²) (3.18%) es agua.

### Localidades adyacentes
El siguiente diagrama muestra a las localidades en un radio de 76 kilómetros (47,2 mi) de Lucerne.

## Demografía
En el 2000 la renta per cápita promedia del hogar era de $49.063, y el ingreso promedio para una familia era de $47.813. El ingreso per cápita para la localidad era de $15.975. En 2000 los hombres tenían un ingreso per cápita de $24.464 contra $16.083 para las mujeres. Alrededor del 0.30% de la población estaba bajo el umbral de pobreza nacional.